# بالتميور (أوهايو)
بالتميور (بالإنجليزية: Baltimore, Ohio)‏ هي منطقة سكنية تقع في الولايات المتحدة في مقاطعة فايرفيلد، أوهايو. يقدر عدد سكانها بـ 2,966 نسمة ومساحتها 5.41 كم2 وترتفع عن سطح البحر 263 متر.

## التركيبة السكانية
قام مكتب تعداد الولايات المتحدة بتحديد بيانات التركيبة السكانية لبالتميور في تعداد الولايات المتحدة. في ما يلي، التركيبة السكانية حسب تعدادي 2000 و2010.

### تعداد عام 2000
بلغ عدد سكان بالتميور 2,881 نسمة بحسب تعداد عام 2000، وبلغ عدد الأسر 1,159 أسرة وعدد العائلات 786 عائلة مقيمة في القرية. في حين سجلت الكثافة السكانية 1,616.8 نسمة لكل ميل مربع (624.2/كم2). وبلغ عدد الوحدات السكنية 1,212 وحدة بمتوسط كثافة قدره 680.2 نسمة لكل ميل مربع (262.6/كم2).
وتوزع التركيب العرقي للقرية بنسبة 98.96% من البيض و 0.03% من الأمريكيين الأصليين و 0.17% من الأمريكيين ذوي الأصول الآسيوية و 0.10% من الأمريكيين الأفارقة و 0.69% من عرقين مختلطين أو أكثر.
بلغ عدد الأسر 1,159 أسرة كانت نسبة 34.3% منها لديها أطفال تحت سن الثامنة عشر تعيش معهم، وبلغت نسبة الأزواج القاطنين مع بعضهم البعض 52.3% من أصل المجموع الكلي للأسر، ونسبة 11.5% من الأسر كان لديها معيلات من الإناث دون وجود شريك، وكانت نسبة 32.1% من غير العائلات. تألفت نسبة 27.9% من أصل جميع الأسر من أفراد ونسبة 14.2% كانوا يعيش معهم شخص وحيد يبلغ من العمر 65 عاماً فما فوق. وبلغ متوسط حجم الأسرة المعيشية 3.01، أما متوسط حجم العائلات فبلغ 2.47.
بلغ العمر الوسطي للسكان 36 عاماً. وكانت نسبة 26.1% من القاطنين تحت سن الثامنة عشر، وكانت نسبة 8.8% بين الثامنة عشر والأربعة وعشرون عاماً، ونسبة 29.1% كانت واقعةً في الفئة العمرية ما بين الخامسة والعشرون حتى والأربعة وأربعون عاماً، ونسبة 21.3% كانت ما بين الخامسة والأربعون حتى الرابعة والستون، ونسبة 14.7% كانت ضمن فئة الخامسة والستون عاماً فما فوق. يوجد لكل 100 أنثى 89.5 ذكر، ويوجد لكل 100 أنثى في الثامنة عشر من عمرها فما فوق 84.7 ذكر.
بلغ متوسط دخل الأسرة في القرية 39,375 دولار، أما متوسط دخل العائلة فبلغ 46,780 دولار. وكان متوسط دخل الذكور 37,714 دولار مقابل 25,386 دولار للإناث. وسجل دخل الفرد الخاص بالقرية 17,436 دولار. وكانت نسبة 7.7% من العائلات ونسبة 9.5% من السكان تحت خط الفقر، وكان من هؤلاء نسبة 10.5% تحت سن الثامنة عشر ونسبة 11.5% في الخامسة والستين من العمر وما فوق.

### تعداد عام 2010
بلغ عدد سكان بالتميور 2,966 نسمة بحسب تعداد عام 2010، وبلغ عدد الأسر 1,214 أسرة وعدد العائلات 796 عائلة مقيمة في القرية. في حين سجلت الكثافة السكانية 1,419.1 نسمة لكل ميل مربع (547.9/كم2). وبلغ عدد الوحدات السكنية 1,288 وحدة بمتوسط كثافة قدره 616.3 لكل ميل مربع (238.0/كم2).
وتوزع التركيب العرقي للقرية بنسبة 97.5% من البيض و 0.5% من الأمريكيين ذوي الأصول الآسيوية و 0.3% من الأمريكيين الأفارقة و 1.5% من عرقين مختلطين أو أكثر.
بلغ عدد الأسر 1,214 أسرة كانت نسبة 36.3% منها لديها أطفال تحت سن الثامنة عشر تعيش معهم، وبلغت نسبة الأزواج القاطنين مع بعضهم البعض 45.6% من أصل المجموع الكلي للأسر، ونسبة 14.5% من الأسر كان لديها معيلات من الإناث دون وجود شريك، بينما كانت نسبة 5.4% من الأسر لديها معيلون من الذكور دون وجود شريكة وكانت نسبة 34.4% من غير العائلات. تألفت نسبة 29.5% من أصل جميع الأسر من أفراد ونسبة 11.7% كانوا يعيش معهم شخص وحيد يبلغ من العمر 65 عاماً فما فوق. وبلغ متوسط حجم الأسرة المعيشية 3.01، أما متوسط حجم العائلات فبلغ 2.44.
بلغ العمر الوسطي للسكان 37 عاماً. وكانت نسبة 26.8% من القاطنين تحت سن الثامنة عشر، وكانت نسبة 7.5% بين الثامنة عشر والأربعة وعشرون عاماً، ونسبة 27.4% كانت واقعةً في الفئة العمرية ما بين الخامسة والعشرون حتى والأربعة وأربعون عاماً، ونسبة 25.2% كانت ما بين الخامسة والأربعون حتى الرابعة والستون، ونسبة 13% كانت ضمن فئة الخامسة والستون عاماً فما فوق. وتوزع التركيب الجنسي للسكان بنسبة 47.4% ذكور و52.6% إناث.